# Gabin (Band)
Gabin ist eine italienische Nu-Jazz-Band, bestehend aus Massimo Bottini und Filippo Clary. Ihr Debütalbum Gabin aus dem Jahr 2002 enthält Singles wie Doo Uap, Doo Uap, Doo Uap, Sweet Sadness und La Maison. 2004 erschien das Album Mr. Freedom. Ihr Song Bang Bang To The Rock’N’Roll wurde 2005 im Film Fantastic Four gespielt, sowie 2008 im Film Sex Drive (Spritztour).
Sie arbeiteten unter anderem mit Jazzmusikern wie Dee Dee Bridgewater, Edwyn Collins und China Moses zusammen. Die Musikrichtung ist ein Mix aus Jazz, Soul, Downbeat und Latin-Klängen.
Der Bandname Gabin bezieht sich auf den französischen Schauspieler und Chansonnier Jean Gabin.

## Diskografie

### Alben
- Gabin (2002, Astralwerks)
- Mr. Freedom (2004, EMI, Astralwerks)
- Third and Double (2010, Universal Music Italia s.r.l.)
- The First Ten Years (2012)
- Tad / Replay (2012)
- Soundtrack System (2014)

### Kompilationen
- The Best of Gabin (2008, S.B.A./GALA Records)
- The Best of Gabin (2012, S.B.A./GALA Records)

### Singles & EPs
- Doo uap, doo uap, doo uap (2002, Virgin Records)
- Une Histoire D’Amour (2002, Virgin Records)
- Sweet Sadness (2002)
- La maison (2003)
- Azul Anil (2003, Virgin Records)
- Mr.Freedom  feat. Edwyn Collins (2004, EMI)
- Into My Soul feat. Dee Dee Bridgewater (2004, EMI)
- Into My Soul Nicola Conte Jazz Combo (2004)
- The Other Way Round (2004)
- Bang Bang to the Rock ’n' Roll (2004)
- Lost and Found (2010)
- The Alchemist feat. Mia Cooper (2010)
- Wicked feat. Nadeah Miranda (2010)
- The Game (2010)
- Lies (feat. Chris Cornell) (2010)
- So Many Nights (2012)
- Life Is So Beautiful (2012)